# Retenu
| D21 · V13 | N35 · W24 | G43 | N25 |

| D21 · V13 | N35 · W24 | G43 | N25 |

Retenu, o Rechenu, era el nombre egipcio de la actual región de Palestina y Siria, que se extendía desde Tyaru a Mitani, es decir, desde el norte del desierto de Néguev hasta el río Orontes. Era uno de Los Nueve Arcos, los enemigos tradicionales de Egipto.
Aunque las fronteras de Retenu variaron con el tiempo, constaba de tres regiones: Dyahi al sur, que ocupaba prácticamente los mismos límites que Canaán; Líbano, localizado en el centro, entre el Mediterráneo y el río Orontes; y Amurru, al norte del Líbano. La primera vez que se menciona a Retenu es en la Historia de Sinuhé, en una ostraca del siglo XIV a. C.
Según Velikovsky, Retenu es la transcripción egipcia del término hebreo arzenu, que significa «nuestra tierra».

## Historia
Amenhotep II (circa 1450 a. C.) realizó una campaña de castigo el año nueve de su reinado, y también hubo campañas militares en el reinado de Tutmosis I. La causa era el control sobre el suministro de los cedros del Líbano, de cuya madera dependía la expansión de la flota egipcia.   
Tras la muerte de Hatshepsut, Tutmosis III llevó su primera campaña a Retenu, donde, tras vencer en la batalla de Megido en 1457 a. C., Tutmosis tomó como rehenes a los hijos de cada uno de los reyes derrotados. Después de ser educados en la corte egipcia, fueron devueltos a sus lugares de origen donde gobernaron con el consentimiento de Egipto.
En el reinado de Ramsés II la amenaza fueron los hititas. En el verano del cuarto año de su reinado (1276 a. C.), el ejército hitita avanzó contra Retenu y retomó Amurru. Ramsés decidió guerrear por la supremacía en Siria, y se trasladó en 1274 a. C. con un ejército de unos 20.000 soldados a la zona. A 16 kilómetros de la ciudad de Kadesh se encontró con el hitita Muwatalli II, que se retiró inmediatamente después de la batalla.
En el octavo año de su reinado, Ramsés III sufrió los ataques de los Pueblos del Mar. Tras una batalla naval ocurrida en el Delta del Nilo y descrita en detalle, Ramsés consiguió expulsarles de Egipto, pero perdió la batalla de la influencia política sobre Retenu, debido al asentamiento de varios de esos pueblos y al agotamiento de la hacienda Pública.